# Max Clarenbach

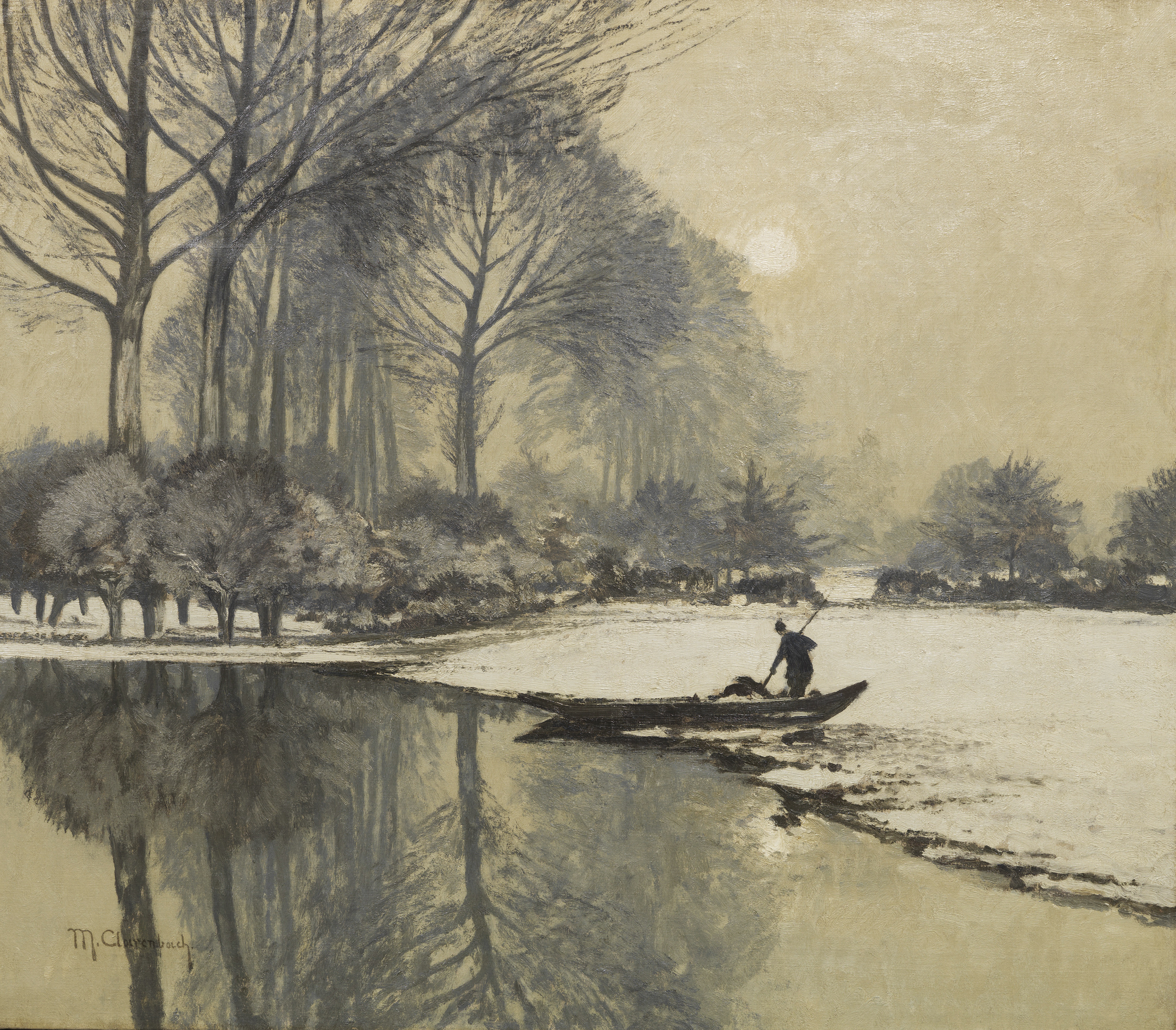
Pejzaż zimowy, 1920

Max Clarenbach właściwie Maximilien Clarenbach (ur. 19 maja 1880 w Neuss, zm. 9 lipca 1952 in Düsseldorfie) – malarz niemiecki, współzałożyciel ugrupowania artystycznego Sonderbund, jeden z najwybitniejszych przedstawicieli malarstwa nadreńskiego na początku XX wieku. W jego twórczości widoczny jest wpływ francuskiego impresjonizmu.
Urodził się w ubogiej rodzinie i w wieku 12 lat został zupełnym sierotą. Wychowywał się u dziadków ze strony matki. Gdy liczył 13 lat, malarz Andreas Achenbach zauważył jego uzdolnienia. Max Clarenbach został przyjęty do klasy początkowej Akademii Sztuk Pięknych w Düsseldorfie, gdzie kształcił się u Heinricha Lauensteina i Arthura Kampfa, później u Eugena Dückera.
Dzięki pobytowi we Włoszech (1898) i Holandii (1899) zajął się głównie malarstwem krajobrazowym. Studia ukończył pomyślnie w roku 1903. 
Na jego twórczość wywarły wpływ szkoła haska i szkoła barbizońska. Uczestniczył w wystawach malarstwa w Düsseldorfie. Wraz z kolegami ze studiów, malarzami Juliusem Bretzem, Augustem Deusserem, Walterem Opheyem i in. organizował wystawy, z których powstało zrzeszenie Sonderbund (Związek Specjalny) które przetrwało do roku 1915. Max Clarenbach przejął po śmierci Eugena Dückera 1917 jego katedrę na Akademii Sztuk Pięknych w Düsseldorfie, którą prowadził do roku 1945. 
Oprócz działalności pedagogicznej zajmował się malarstwem krajobrazowym, a w latach 1923-1930 także tematyka teatralną i sportową oraz scenami ulicznymi.